# Acció per Andorra
Acció per Andorra, sovint escurçat a Acció (ACC!Ó), és un partit socioliberal d'Andorra fundat el setembre de 2022 com a escissió dels Liberals d'Andorra. El partit és membre de l'Aliança de Liberals i Demòcrates per Europa.

## Història
El partit neix després que els quatre consellers del Consell General dels Liberals d'Andorra –Ferran Costa, Marc Magallon, Silvia Ferrer i Eva López–, juntament amb la ministra Judith Pallarés, anunciessin que havien abandonat el partit el 14 de juny de 2022. Pallarés va afirmar que van abandonar el partit per desavinences amb un gir conservador dins dels liberals, mentre que ella i els consellers van preferir un projecte social liberal. Van continuar romanent al govern i donant-li suport.

## Resultats electorals

### Eleccions al Consell General
| Any  | Líder                    | Vots | %    | Escons | +/– | Pos. | Govern |
| ---- | ------------------------ | ---- | ---- | ------ | --- | ---- | ------ |
| 2023 | Judith Pallarés i Cortés | 805  | 4.20 | 1 / 28 | 3   | 6è   | TBA    |